# 鏡山古墳 (京都市)
鏡山古墳（かがみやまこふん）は、京都府京都市西京区大原野上里北ノ町にある古墳。形状は円墳。乙訓古墳群を構成する古墳の1つ。史跡指定はされていない。

## 概要

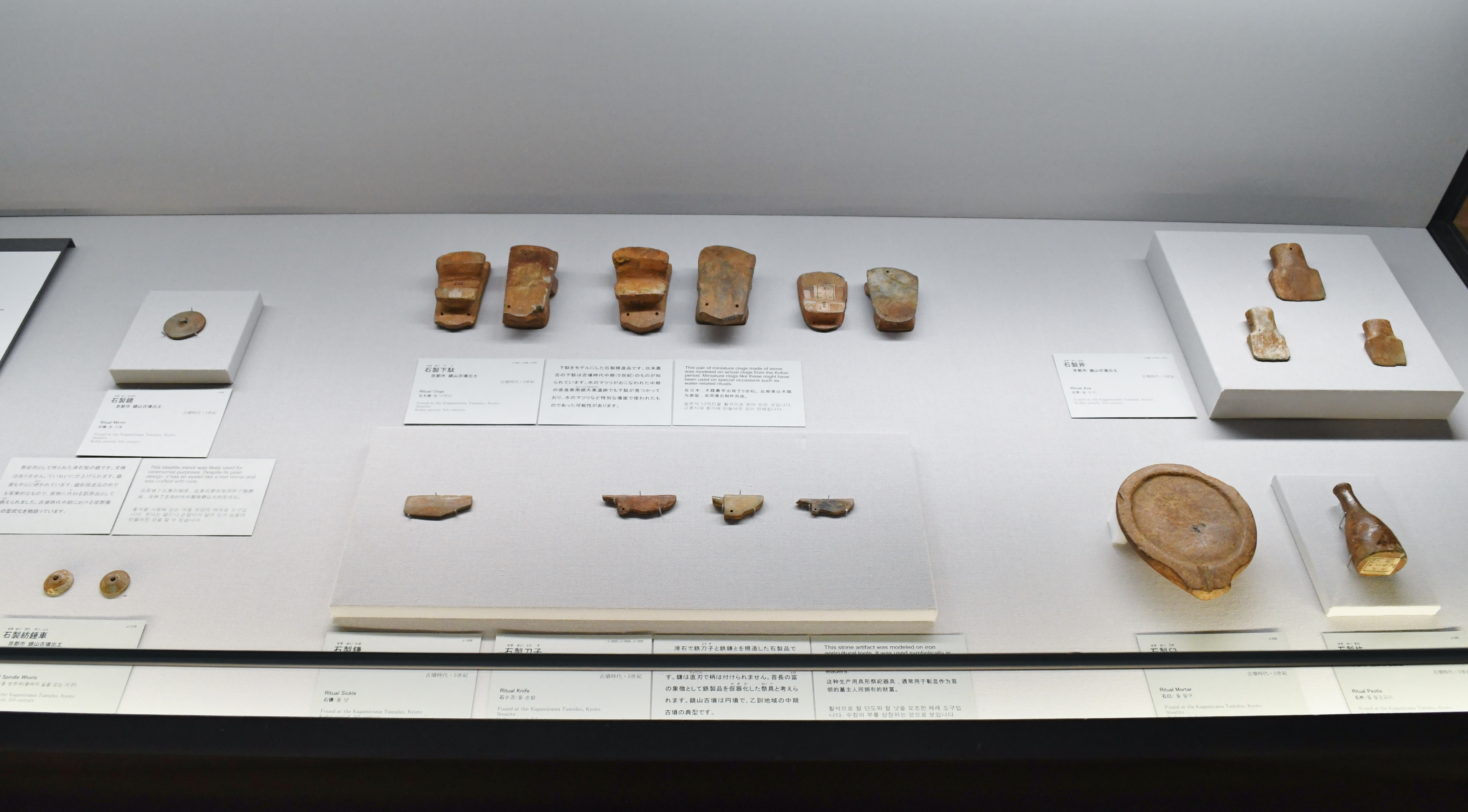
石製模造品東京国立博物館展示。

京都盆地南西縁、小畑川・善峰川に挟まれた丘陵の端部（標高約64メートル）に築造された古墳である。これまでに墳丘周囲は削平による改変を受けているほか、明治20年代に大原野村の村民によって発掘されている。
墳形は円形で、直径約30メートルを測る。墳丘は3段築成。墳丘表面では葺石のほか、上段・中段で埴輪の樹立が認められる。埋葬施設は明らかでないが、墳頂部の約1.5メートルから遺物が出土した際に、長径8・9尺程度の楕円形に小石が多数並べられていたという。出土遺物としては、獣形鏡・銅釧・勾玉・紡錘車・石製模造品（鏡・刀子・鎌・斧・臼・杵・履）があり、特に石製模造品は山城地域で随一の多彩さを示す点で注目される。築造時期は古墳時代中期の5世紀代と推定される。

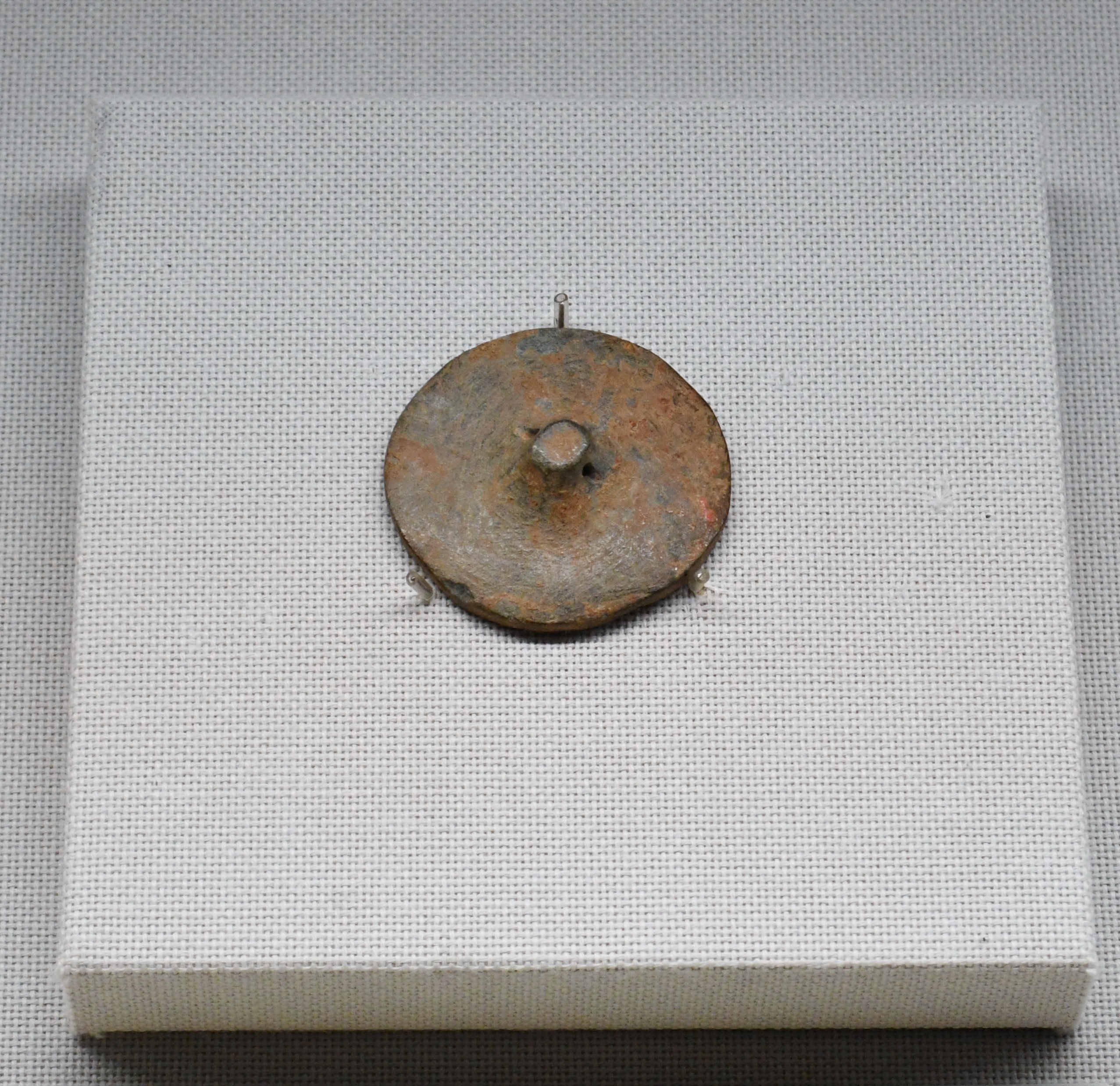
石製鏡
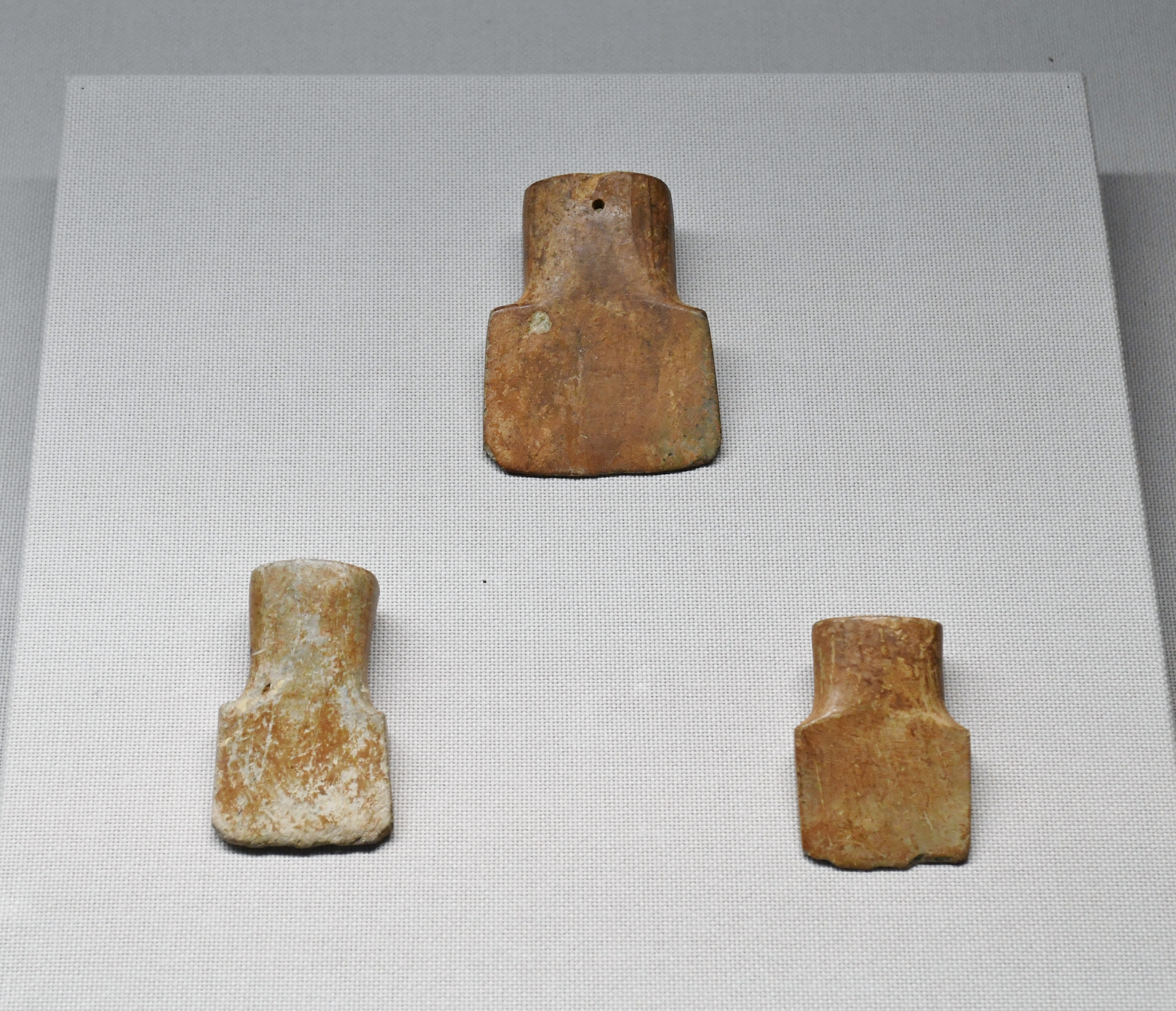
石製斧
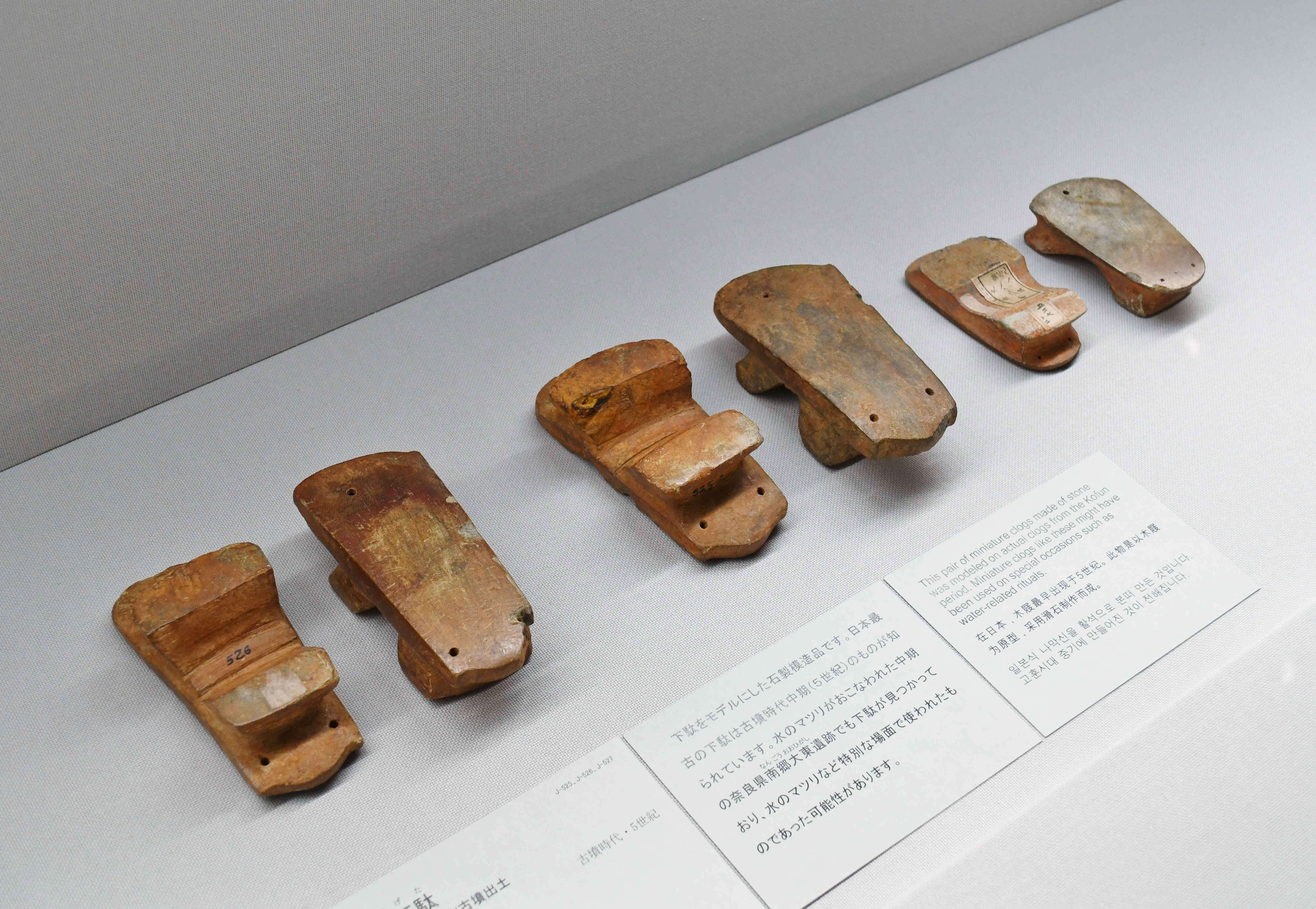
石製下駄
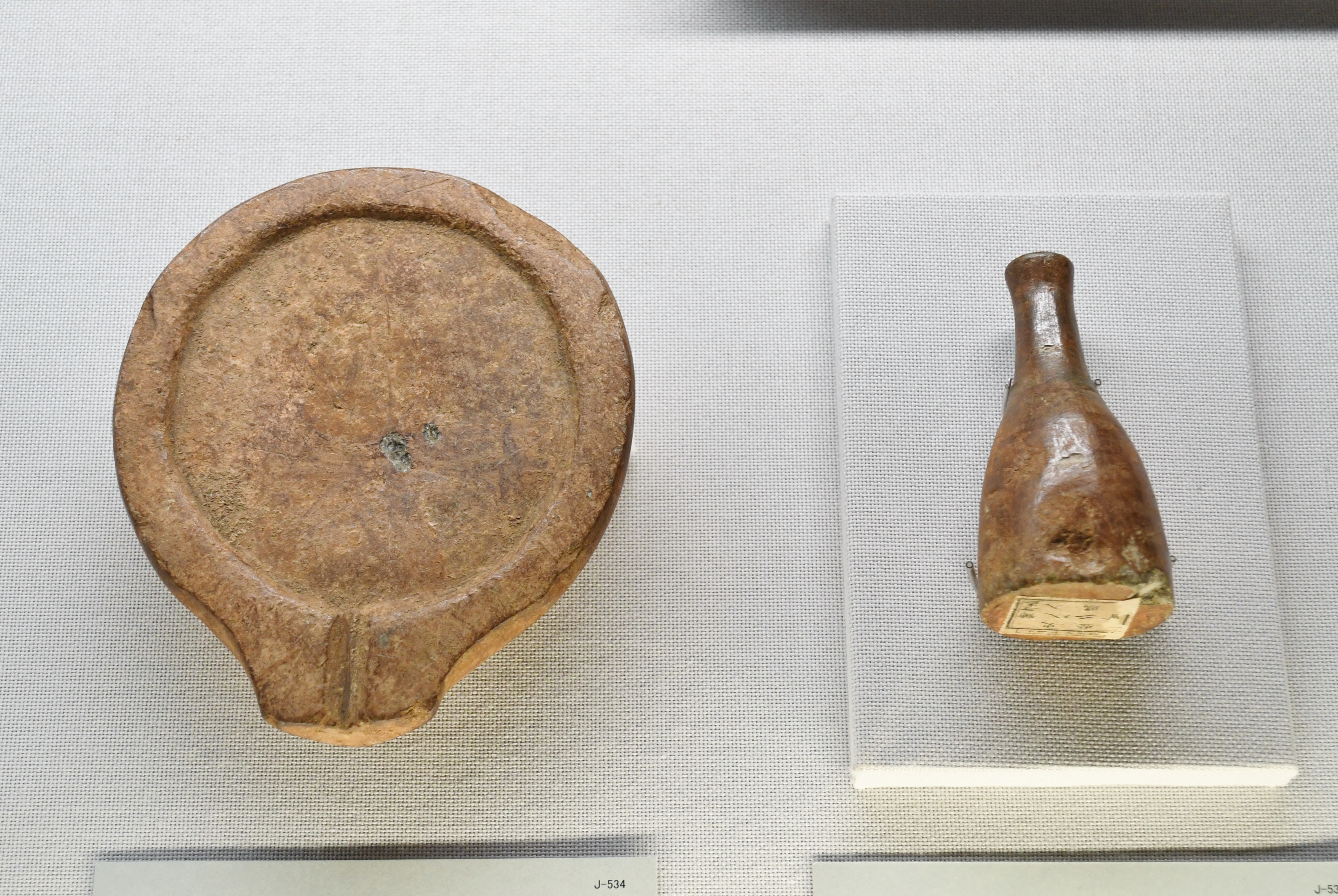
石製臼・石製杵
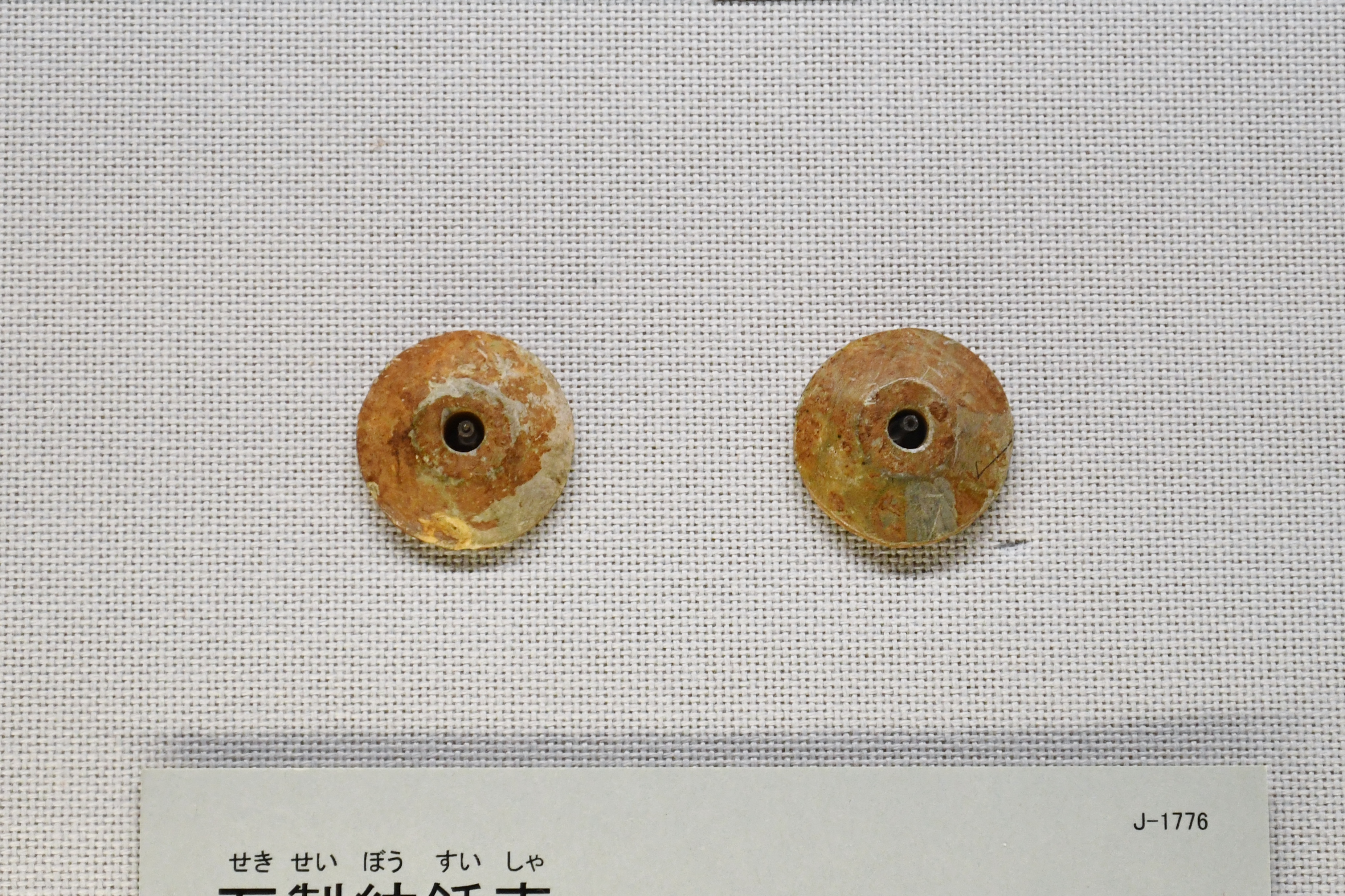
石製紡錘車
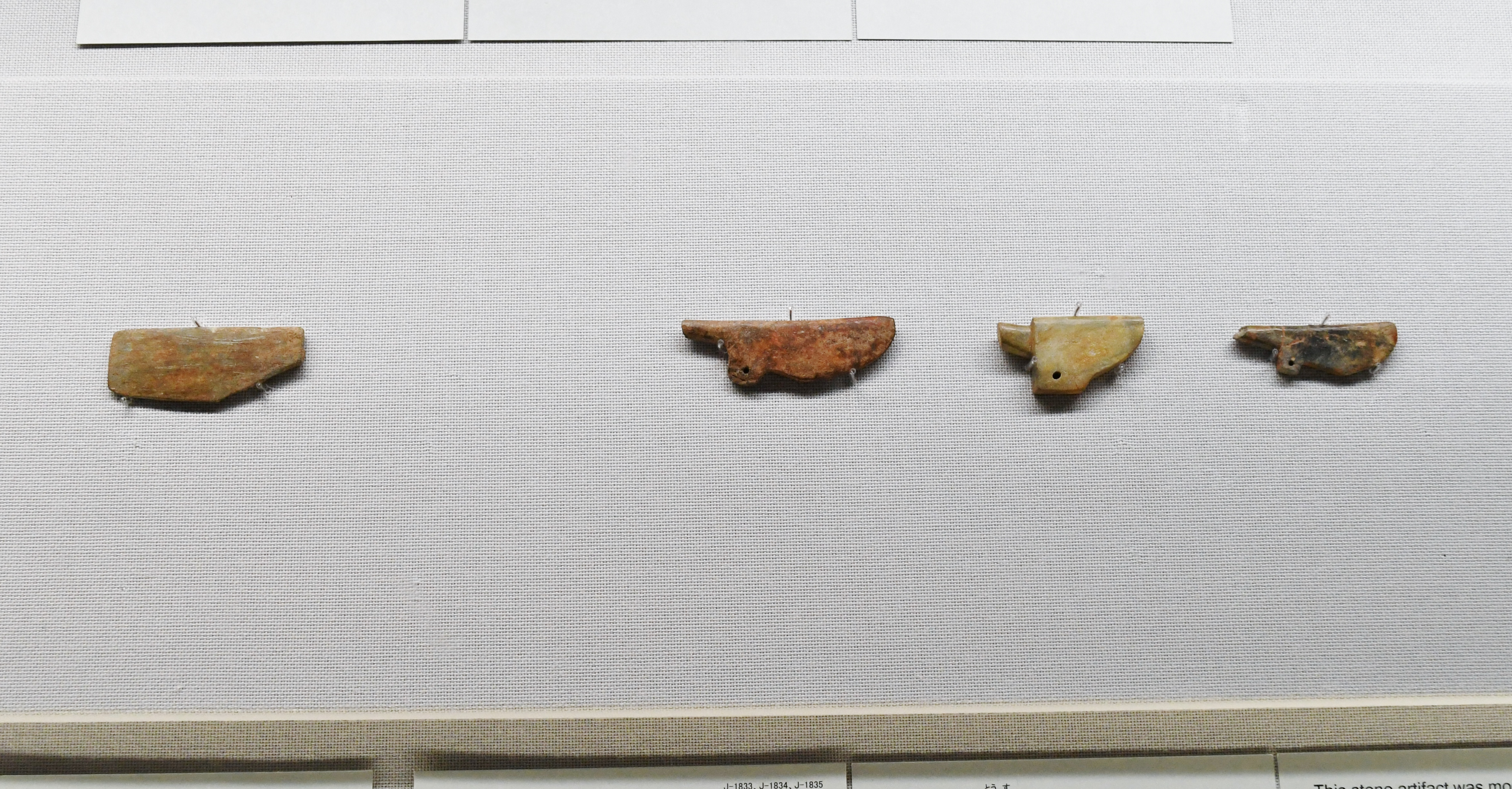
石製鎌・石製刀子

## 関連施設
- 東京国立博物館（東京都台東区） - 鏡山古墳出土品を保管。

## 関連文献
（記事執筆に使用していない関連文献）
- 下村三四吉「山城國大原野村鏡山古墳の發見品」『考古學會雜誌』第1巻第4号、考古学会、1897年、182-185頁。
- 高橋健自「古墳發見石製模造器具の研究」『帝室博物館学報 第1冊』東京帝室博物館、1919年。
- 清野謙次「山城國乙訓郡石見上里村鏡山古墳の埴輪円筒」『日本原人の研究』荻原星文館、1943年。